# Похвальная благодарность армейской воинской части
Похвальная благодарность армейской воинской части (англ. Meritorious Unit Commendation) — военная награда среднего уровня для воинских формирований Вооружённых сил США, которая присуждается за боевые заслуги, подвиги и исключительно похвальное поведение во время прохождения воинской службы.
|           |                                                     |                      |                           |
| Армия США | Военно-морские силы США и Корпус морской пехоты США | Береговая охрана США | Военно-воздушные силы США |

Военнослужащие США кроме своих личных наград носят на униформе награды, которых было удостоено их подразделение. Эти награды носятся отдельно от личных наград на правой стороне груди с рисунком в виде лавровых листьев. Повторные награждения также отмечаются кластерами (дубовая веточка, листок, звездочка, буква, цифра, бриллиант), размещаемыми на ленточке